# Niels Pedersen Gyldenstierne
Niels Pedersen Gyldenstjerne (død 1456), dansk godsejer.
Han overtog efter sin ældre halvbror Erik Pedersen Gyldenstjerne (død omkring 1425) Ågård i Jylland. Han ejede også Bregentved på Sjælland og Markie i Skåne, desuden en del mindre hovedgårde i Vendsyssel: Ellinggård, Lerbæk, Nibstrup og flere. 
Han blev i 1439 gift med Pernille Mogensdatter Munk, han var far til Mourits Nielsen Gyldenstjerne (død 1504).